# Fred Spiller
M. Frederick Spiller, detto Fred (Westminster, 22 novembre 1884 – Merton Park, 15 settembre 1953), è stato un pugile britannico.

## Palmarès

### Olimpiadi
- Argento a Londra 1908 nei pesi leggeri.